# رودريغو دياز (كرة يد)
رودريغو دياز (بالإسبانية: Rodrigo Díaz)‏ مواليد 31 أغسطس 1988، هو لاعب كرة يد تشيلي يلعب كظهير أيمن. مثل منتخب تشيلي لكرة اليد.

## سجل المنافسة
شارك في البطولات التالية:
- بطولة العالم لكرة اليد للرجال 2015